# Barbara Levick
Barbara M. Levick (21 de junho de 1931 - 6 de dezembro de 2023) foi uma historiadora britânica, especializada em antiguidade. Ela foi educada no St. Hugh's College, em Oxford e, desde 1959, participa de atividades no St Hilda's College. Ela é uma prolífica escritora e ocasional apresentadora, informando sobre a história de Roma.
Barbara era mais conhecida pelo público geral por suas biografias de imperadores romanos:
- Cláudio (1990)
- Nero
- O Ano dos Quatro Imperadores (2000)
- Tibério, o Político (1976)
- Vespasiano (1999)